# Fuerte Gonzaga
El fuerte Gonzaga, también conocido como Castel Gonzaga, es un fuerte baluarte en Mesina, Sicilia. Fue construido a mediados del siglo XVI y permaneció en uso militar hasta 1973. Hoy, el fuerte está en buenas condiciones.

## Historia
En la década de 1540, las fortificaciones de Mesina se estaban modernizando debido a los temores de la expansión del Imperio Otomano. El fuerte Gonzaga fue construido en la colina de Montepiselli, fuera de las murallas de la ciudad. Pudo defender el acceso terrestre montañoso a la ciudad, y también pasó por alto el estrecho de Mesina . El fuerte fue diseñado por Antonio Ferramolino, un ingeniero militar de Bérgamo. Fue asistido por Francesco Maurolico, natural de Mesina. Lleva el nombre del virrey de Sicilia Don Ferrante Gonzaga, y se completó en 1545.
La amenaza otomana se redujo después de la victoria católica en la batalla de Lepanto en 1571 y la importancia del fuerte comenzó a decaer. Se utilizó durante el levantamiento de 1674-1678 contra el dominio español. España finalmente perdió Sicilia en 1713, pero invadió la isla cinco años después durante la Guerra de la Cuádruple Alianza. Durante la invasión, el fuerte no ofreció mucha resistencia y fue capturado por el general español Lucas de Spínola.
Durante la revolución siciliana de 1848, el fuerte fue capturado por los rebeldes, que lo utilizaron para bombardear la Real Ciudadela que aún estaba en manos de los Borbones.
El fuerte Gonzaga fue usado en la Segunda Guerra Mundial por las fuerzas alemanas e italianas antes de la invasión aliada, y posteriormente fue utilizado por los observadores avanzados estadounidenses para dirigir el fuego de artillería durante la invasión de Italia. Siguió siendo un establecimiento militar hasta 1973, cuando el ejército italiano lo entregó al municipio de Mesina. Hay planes para restaurar el fuerte y convertirlo en un museo y centro de conferencias.

## Diseño
El fuerte tiene forma de estrella irregular con una serie de baluartes. Toda la estructura está rodeada por un foso . Una pequeña capilla se encuentra en la terraza del fuerte.